# Ramandolo

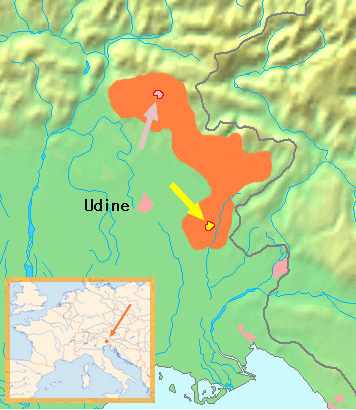
De locatie van Ramandolo

Ramandolo is een Italiaanse zoete witte wijn uit Friuli. De naam Ramandolo is afkomstig van een klein dorp in de gemeente Nimis. Het productiegebied omvat de gemeenten Nimis en Tarcento in de provincie Udine. De wijn heeft sinds 2001 de DOCG-status.
De wijn wordt voor 100% gemaakt van de druivensoort Verduzzo Friulano (lokaal Verduzzo Giallo genoemd). Ze is goudgeel van kleur en heeft een aangenaam zoete smaak, met lichte hints van amandel en gedroogde druiven.
Ze wordt over het algemeen beschouwd als een rariteit, met name omdat de productie gelimiteerd is tot 285.000 flessen per jaar. De wijn wordt amper geëxporteerd. Toch werd de wijn zo'n 100 jaar geleden al geroemd. 